# Rabengrund von Wiesbaden
Der Rabengrund von Wiesbaden ist ein Naherholungsgebiet, Naturschutzgebiet und FFH-Gebiet in Wiesbaden im deutschen Bundesland Hessen.

## Geographie
Das Schutzgebiet liegt im Ortsbezirk Nordost, gehört aber zur Gemarkung Sonnenberg. Nördlich liegt die Platte mit dem gleichnamigen Jagdschloss (501 m) und die abgegangene Wallanlage Würzburg. Südöstlich befindet sich der Bahnholzer Kopf (288 m), südlich Leichtweißhöhle, Neroberg und Nordfriedhof, westlich das Tal des in den Salzbach mündenden Kesselbachs und nordwestlich die Rentmauer, ein steiler Hang unterhalb eines unbenannten Gipfels (494 m). Das stadtnahe Naherholungsgebiet ist durch Radfahrer, Reiter, Modellflieger und ähnliche Freizeitaktivitäten einem hohen ökologischen Stress ausgesetzt.
Am nordwestlichen Rand des Schutzgebietes liegt die Adolf-Weygandt-Hütte und der Rettert-Brunnen, kurz oberhalb der Amtmannborn. Im nordöstlichen Teil am nach Kaspar Kögler benannten Köglerweg liegt die Habelsquelle, Ursprung des Schwarzbachs. Zwischenzeitlich war geplant, dass diese Quelle die Wasserballastbahn der Nerobergbahn speisen sollte. Knapp unterhalb des Schutzgebiets liegt ein Weiher, anschließend fließt der Bach durch den Landschaftspark des oberen Nerotals Richtung Wiesbadener Innenstadt und über die Salzbach in Biebrich in den Rhein.

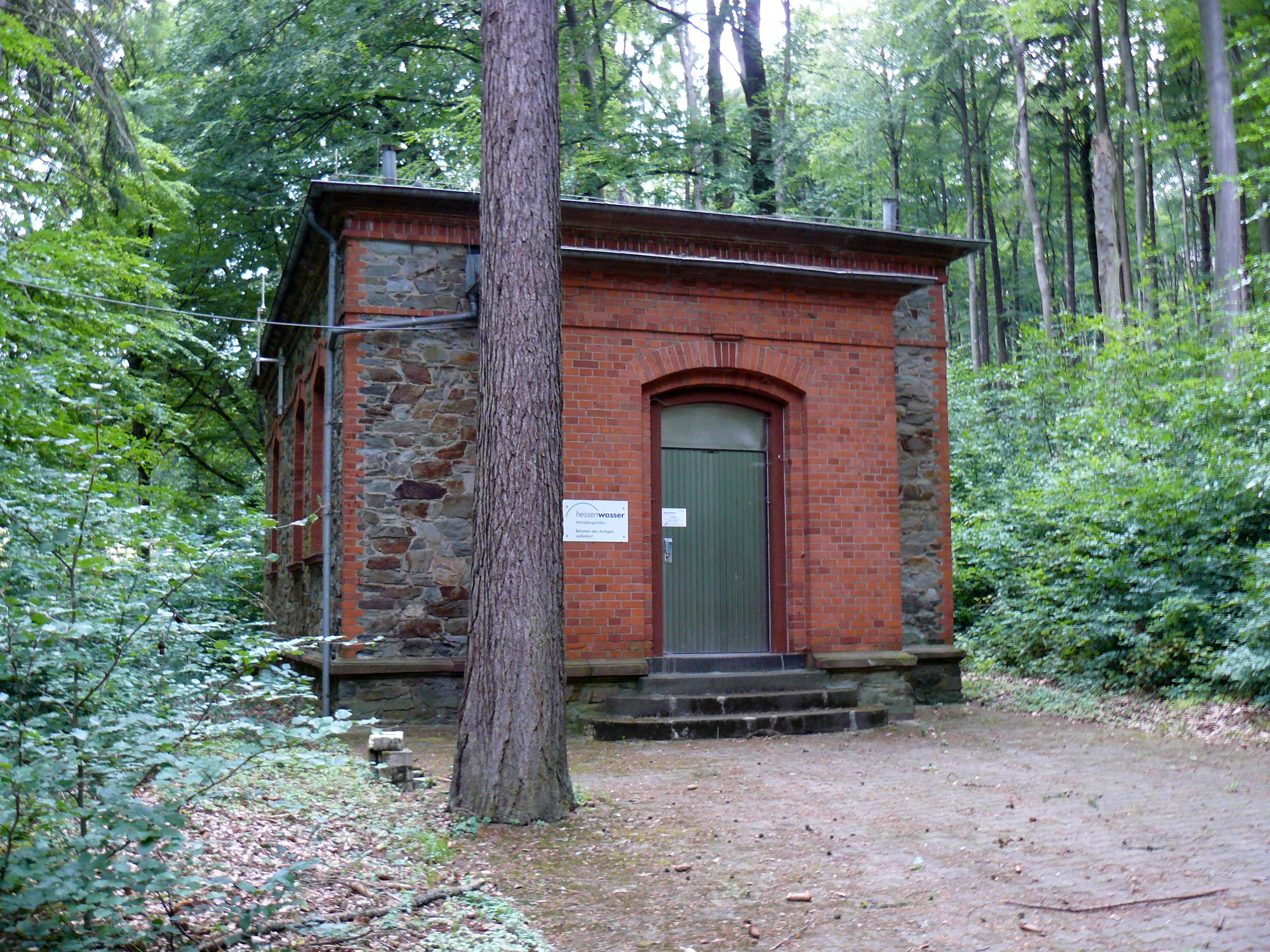
Münzbergstollen

Der Rabengrund liegt im Wasserschutzgebiet, da der 1890 fertiggestellte, denkmalgeschützte Münzbergstollen Grundwasser aus dem Taunusquarzit für die Wiesbadener Trinkwasserversorgung erschließt. Dessen Mundloch liegt westlich des Rabengrunds an der Himmelswiese ⊙. Die Quellen am Rabengrund wurden bereits zur Zeit der römischen Siedlung Aquae Mattiacorum zur Trinkwasserversorgung genutzt, in der Nähe fand sich eine villa rustica. Der südwestlich unterhalb der Platte gelegene große Kisselborn wurde 1821/22 auf Initiative des damaligen Stadtplaners Christian Zais gefasst und als Trinkwasserleitung nach Wiesbaden verlegt.
Die mittlere Temperatur im Rabengrund beträgt etwa 10 °C, der mittlere Jahresniederschlag 600–650 mm.

## Naturschutz
Das 79,05 Hektar große Naturschutzgebiet wurde am 22. März 1988 im Naturraum des Rheingau-Wiesbadener Vortaunus (Teil des Vortaunus) sowie des Wiesbadener Hochtaunus (Teil des Hohen Taunus) nach dem Hessischen Naturschutzgesetz ausgewiesen. Gemeinsam mit nördlich dieses Schutzgebiets liegenden Flächen wurde im Mai 2000 ein 83,76 Hektar großes FFH-Gebiet „Rabengrund von Wiesbaden mit angrenzenden Flächen“ ausgewiesen, das zum Netzwerk Natura 2000 gehört und vollständig vom FFH-Gebiet Buchenwälder nördlich von Wiesbaden umgeben ist. Der Rabengrund liegt innerhalb des Naturparks Rhein-Taunus und der Zone I des Landschaftsschutzgebietes Stadt Wiesbaden.
Die teilweise bewaldeten Wiesen-Niederungen gehen auf eine extensive landwirtschaftliche Nutzung in der Römerzeit zurück. Zweck des Naturschutzes ist, die im Rabengrund und einem angrenzenden Waldwiesenbachtal vorkommende selten gewordene Pflanzengesellschaften früherer Kulturlandschaften durch extensive Bewirtschaftungsformen als Lebensraum für seltene und zum Teil bestandsbedrohte Tier- und Pflanzenarten zu sichern und zu erhalten. Es finden sich dort bodensaure Halbtrockenrasen, magere und wärmeliebende Glatthaferwiesen, Pfeifengraswiesen, Buchenwald und Röhrichte. Außerdem sind Orchideen wie breitblättriges Knabenkraut, kleines Knabenkraut, Brand-Knabenkraut und zweiblättrige Waldhyazinthe zu finden, die grüne Hohlzunge hat hier ihren einzigen Standort im Taunus. Von der Herbst-Drehwurz waren 1985 noch über 100 Exemplare vorhanden, die letzten blühenden und fruchtenden Pflanzen wurden 2001 beobachtet, sie gilt hier als ausgestorben. Eine schützenswerte Schmetterlings-Art ist der Dunkle Wiesenknopf-Ameisenbläuling.
Innerhalb des Naturschutzgebiets befindet sich der seit 1996 geschützte Biotopkomplex „Grünland-Hainbuchenwald-Feuchtgehölz-Komplex im Rabengrund nördl. Wiesbaden“, der mehrere Einzelbiotope enthält.
Um den Rabengrund wurde ein geologischer Rundweg eingerichtet. Das Schutzgebiet wird vom Forsthaus Chausseehaus von Hessen-Forst betreut.